# Cournil
Cournil war ein französischer Hersteller von Automobilen.

## Unternehmensgeschichte
Das Unternehmen Bernard Cournil aus Aurillac (Cantal) begann 1958 mit der Produktion von Automobilen. UMM aus Portugal war ab 1977 Lizenznehmer. 1980 übernahm Société I.D.M.I.  das Unternehmen und änderte 1983/84 den Markennamen in Autoland. 1984 übernahm Auverland das Unternehmen und vermarktete die Fahrzeuge als Auverland. 
Das Unternehmen Cournil ist heute ein Autohaus und vertreibt nach wie vor Ersatzteile für die Cournil-, UMM- und Auverland-Fahrzeuge.

## Fahrzeuge

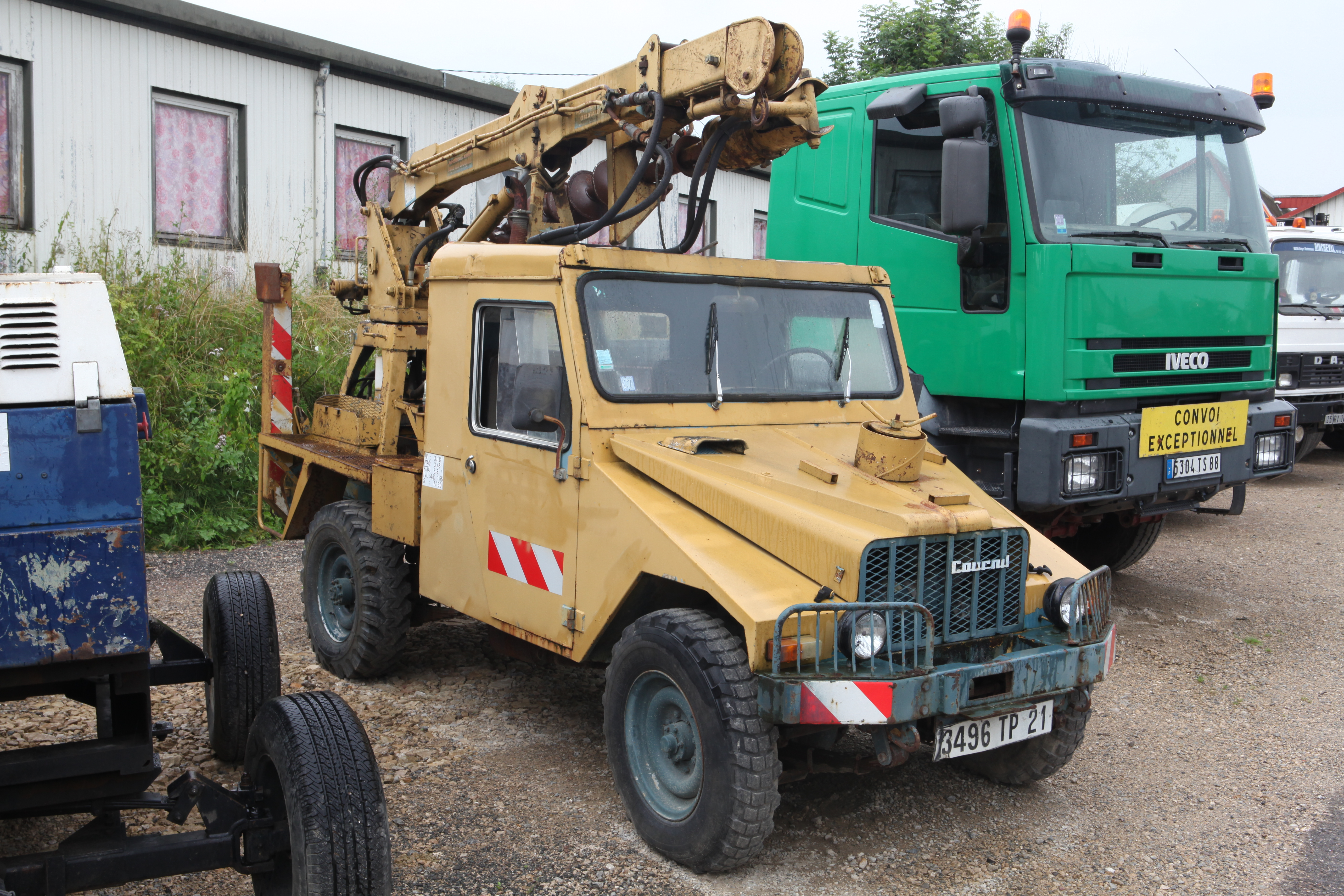
Cournil-Geländewagen mit aufgesetztem Bohrgerät

Es wurden Geländewagen hergestellt. Anfangs ähnelten sie dem Jeep. Ab 1965 folgte eine Überarbeitung, nun waren die Fahrzeuge äußerlich eigenständiger. Für den Antrieb sorgte ein Vierzylindermotor von Peugeot.